# Úžlabí
Úžlabí (németül: Kolonie Kahr) Habartov településrésze Csehországban a Karlovy Vary-i kerület Sokolovi járásában. Központi községétől 1 km-re nyugatra fekszik. A 2001-es népszámlálási adatok szerint 25 lakóháza van.